# Catena/Simmo 'e Napule paisà
Canzoni napoletane moderne: Catena/Simmo 'e Napule paisà, pubblicato nel 1966, è un singolo del cantante italiano Mario Trevi.

## Descrizione
Il disco contiene due brani classici interpretati da Mario Trevi. 
Una serie di singoli che andranno a formare l'album Canzoni napoletane moderne, del 1966. Una seconda breve antologia sulla canzone classica napoletana.

## Tracce
Lato A
- Catena (Santoro-Rossetti)

Lato B
- Simmo 'e Napule paisà  (Fiorelli-Valente)

## Incisioni
Il singolo fu inciso su 45 giri, con marchio Durium- serie Royal (QCA 1368).
Direzione arrangiamenti: M° Eduardo Alfieri.